# Koolasuchus
A Koolasuchus cleelandi a fosszilis Temnospondylii rendjébe, ezen belül a Chigutisauridae családjába tartozó faj.

## Tudnivalók
A Koolasuchus cleelandi 120 millió évvel élt ezelőtt, a korai kréta korban.
1989-ben, az ausztráliai Victoria államhoz tartozó, San Remo melletti alsó krétai kőzetben, két 65 centiméteres állkapcsot találtak. De a felfedezést csak egy év múlva tudatták, amikor az állkapcsokat kivették a kőzetből.
Az állkapcsok a Koolasuchusé voltak, ez egy ősi kétéltű, amely a Temnospondylii rendhez tartozik. A Temnospondylii-fajok voltak a legsikeresebb óriási kétéltűek, 100 millió évvel ezelőtt. De a dinoszauruszok ideje alatt, a krokodilok átvették a helyét, ennek az ősi kétéltű rendnek. 1989-ig azt hitték, hogy minden Temnospondylii-faj kihalt 100 millió évvel ezelőtt, a triász végén. A Koolasuchus felfedezése, megváltoztatta az eddigi ismeretet-itt van egy „élő fosszília”-egy megmaradt képviselője egy régi időnek.
Mint akármelyik nagy kétéltű, a Koolasuchus is képes volt kijönni a szárazra, de jobban érezte magát a vízben. Több mint 5 méter hosszú testén, egy masszív koponya ült. Mérete miatt képes volt zsákmányolni rákokat, halakat, emlősöket, teknősöket, sőt kis testű dinoszauruszokat is, mint például a fiatal Leaellynasaurát. Valószínű, hogy képes volt érzékelni a vízben az állatok által keltett rezgéseket. Amikor egy tudatlan állat túl közel merészkedett, a Koolasuchus kitátotta a hatalmas száját és rávetette magát a zsákmányra.
A Koolasuchus hossza 4-5 méter és testtömege 500 kilogramm volt.